# Prix Goya du meilleur espoir féminin
Le prix Goya du meilleur espoir féminin (Premio Goya a la mejor actriz revelación) est une récompense décernée depuis 1995 par l'Academia de las artes y las ciencias cinematográficas de España au cours de la cérémonie annuelle des Goyas.

## Palmarès

### Années 1995
- 1995 : Ruth Gabriel pour le rôle de Charo dans Días contados
  - Elvira Mínguez pour le rôle de Lourdes dans Días contados
  - Candela Peña pour le rôle de Vanesa dans Días contados
- 1996 : Rosana Pastor pour le rôle de Blanca dans Tierra y Libertad
  - Amara Carmona pour le rôle de Lucía dans Alma gitana
  - María Pujalte pour le rôle de Cata dans Entre rojas
- 1997 : Íngrid Rubio pour le rôle de Helena dans Más allá del jardín
  - Lucía Jiménez pour le rôle de Lucía dans La buena vida
  - Silke pour le rôle de Mari dans Tierra
- 1998 : Isabel Ordar pour le rôle de Lucía dans Chevrolet
  - Paulina Gálvez pour le rôle de Cristina de León dans Retrato de mujer con hombre al fondo
  - Blanca Portillo pour le rôle de la mère dans El color de las nubes
- 1999 : Marieta Orozco pour le rôle de Susi dans Barrio
  - María Esteve pour le rôle de Carlota dans Nada en la nevera
  - Violeta Rodríguez pour le rôle de Nena dans Cosas que dejé en La Habana
  - Antonia San Juan pour le rôle de Mararía dans Mararía

### Années 2000
- 2000 : Ana Fernández de María pour le rôle de dans Solas
  - Silvia Abascal pour le rôle de Lola dans La Source jaune (La fuente amarilla)
  - María Botto pour le rôle de Cinta dans Celos
  - Antonia San Juan pour le rôle d'Agrado dans Tout sur ma mère (Todo sobre mi madre)
- 2001 : Laia Marull pour le rôle de Tony dans Fugitives (en) (Fugitivas)
  - Pilar López de Ayala pour le rôle de Rocío dans Besos para todos
  - Luisa Martín pour le rôle de Julia dans Terca vida
  - Antònia Torrens pour le rôle de sœur Francesca dans El mar
- 2002 : Paz Vega pour le rôle de Lucía dans Lucia et le Sexe (Lucía y el sexo)
  - Malena Alterio pour le rôle de Violeta « Pecholata » dans Hold-up (El palo)
  - María Isasi pour le rôle de Lucía dans Salvajes
  - Alakina Mann pour le rôle d'Anne Stewart dans Les Autres (The Others)
- 2003 : Lolita Flores pour le rôle de Chelo dans Rencor
  - Nieve de Medina pour le rôle d'Ana dans Les Lundis au soleil (Los lunes al sol)
  - Clara Lago pour le rôle de Carol dans El viaje de Carol
  - Marta Etura pour le rôle de Rosana dans La vida de nadie
- 2004 : María Valverde pour le rôle de María	dans Sortie de route (La flaqueza del bolchevique)
  - Verónica Sánchez pour le rôle de Juliana dans Al sur de Granada
  - Nathalie Poza pour le rôle de Patricia dans Jours de foot (Días de fútbol)
  - Elisabet Gelabert pour le rôle de Lola dans Ne dis rien (Te doy mis ojos)
- 2005 : Belén Rueda pour le rôle de Julia dans Mar adentro
  - Teresa Hurtado de Ory pour le rôle de Laura dans Astronautas
  - Mónica Cervera pour le rôle de Lourdes dans Le Crime farpait (Crimen ferpecto)
  - Núria Gago pour le rôle de Fany dans Héctor
- 2006 : Micaela Nevárez  pour le rôle de Zulema dans Princesas
  - Isabel Ampudia pour le rôle d'Isabel dans 15 días contigo
  - Bárbara Lennie pour le rôle de Lourdes dans Obaba, le village du lézard vert (Obaba)
  - Alba Rodríguez pour le rôle de Patri dans Les Sept Vierges (7 vírgenes)
- 2007 : Ivana Baquero pour le rôle d'Ofelia / la princesse Moanna dans Le Labyrinthe de Pan (El laberinto del fauno)
  - Bebe pour le rôle de Sezar dans L'Éducation d'une fée (La educación de las hadas)
  - Verónica Echegui pour le rôle de Juani dans Yo soy la Juani
  - Adriana Ugarte pour le rôle de Consuelo dans Cabeza de perro
- 2008 : Manuela Velasco pour le rôle d'Ángela Vidal dans Rec
  - Gala Évora pour le rôle de Lola Flores dans Lola, la película
  - Bárbara Goenaga pour le rôle d'Emma dans Oviedo Express
  - Nadia de Santiago pour le rôle de Carmen dans Las 13 rosas
- 2009 : Nerea Camacho pour le rôle de Camino dans Camino
  - Farah Hamed pour le rôle de Leila dans Retorno a Hansala
  - Esperanza Pedreño pour le rôle de Milagros dans Un de tes mots (Una palabra tuya)
  - Ana Wagener pour le rôle de Dolores dans El patio de mi cárcel

### Années 2010
- 2010 : Soledad Villamil pour le rôle de Irene Menéndez Hastings dans Dans ses yeux (El secreto de sus ojos)
  - Blanca Romero pour le rôle d'Ana dans After
  - Leticia Hererro pour le rôle de Sofía	dans Gordos
  - Nausicaa Bonnín pour le rôle de Léa dans Tres dies amb la família
- 2011 : Marina Comas pour le rôle de Núria dans Pain noir (Pa negre)
  - Natasha Yarovenko pour le rôle de Natacha dans Habitación en Roma
  - Carolina Bang pour le rôle de Natalia dans Balada triste (Balada triste de trompeta)
  - Aura Garrido pour le rôle de Mónica dans Planes para mañana
- 2012 : María León pour le rôle de Pepita dans La voz dormida
  - Alba García pour le rôle de Sara dans Lost Destination (Verbo)
  - Michelle Jenner pour le rôle de Silvia dans N'aie pas peur (No tengas miedo)
  - Blanca Suárez pour le rôle de Norma Ledgard dans La piel que habito
- 2013 : Macarena García pour le rôle de Carmen Villalta / Blanche-Neige dans Blancanieves
  - Carmina Barrios pour le rôle de Carmina dans Carmina o revienta
  - Estefanía de los Santos pour le rôle de La Caoba dans Groupe d'élite (Grupo 7)
  - Cati Solivellas pour le rôle de Lola dans Els nens salvatges
- 2014 : Natalia de Molina pour le rôle de Belén dans Vivir es fácil con los ojos cerrados
  - Belén López pour le rôle d'Aledo dans 15 años y un día
  - Olimpia Melinte pour le rôle d'Alexandra / Nina dans Amours cannibales (Caníbal)
  - María Morales pour le rôle de Marga dans Todas las mujeres
- 2015 : Nerea Barros pour le rôle de Rocío dans La isla mínima
  - Natalia Tena pour le rôle d'Alex dans 10.000 km
  - Yolanda Ramos pour le rôle de Yoli dans Carmina ! (Carmina y amén)
  - Ingrid García-Jonsson pour le rôle de Natalia	dans La Belle Jeunesse (Hermosa juventud)
- 2016 : Irene Escolar pour le rôle de June dans Un otoño sin Berlín
  - Antonia Guzmán pour le rôle d'Antonia	dans A cambio de nada
  - Iraia Elias pour le rôle d'Amaia dans Amama
  - Yorkanda Ariosa pour le rôle de Magda	dans El rey de La Habana
- 2017 : Anna Castillo pour le rôle d'Alma dans L'Olivier (El olivo)
  - Belén Cuesta pour le rôle de Belén dans Kiki, l'amour en fête (Kiki, el amor se hace)
  - Ruth Díaz pour le rôle d'Ana dans La Colère d'un homme patient (Tarde para la ira)
  - Sílvia Pérez Cruz pour le rôle de Sònia dans Cerca de tu casa
- 2018 : Bruna Cusí pour le rôle de Marga dans Été 93 (Estiu 1993)
  - Adriana Paz pour le rôle d'Irene dans El autor
  - Itziar Castro pour le rôle de Itziar dans Skins (Pieles)
  - Sandra Escacena pour le rôle de Verónica dans Verónica
- 2019 : Eva Llorach pour le rôle de Violeta dans Quién te cantará
  - Gloria Ramos pour le rôle de Collantes dans Champions (Campeones)
  - Rosy Rodríguez pour le rôle de Carmen dans Carmen et Lola (Carmen y Lola)
  - Zaira Romero pour le rôle de Lola dans Carmen et Lola (Carmen y Lola)

### Années 2020
- 2020 : Benedicta Sánchez pour le rôle de Benedicta	dans Viendra le feu (O que arde)
  - Carmen Arrufat pour le rôle de Lis dans La innocència
  - Pilar Gómez pour le rôle de Maravilla	dans Adiós
  - Ainhoa Santamaría pour le rôle de Enriqueta dans Lettre à Franco (Mientras dure la guerra)
- 2021 : Jone Laspiur pour le rôle d'Ane dans Ane
  - Paula Usero pour le rôle de Lidia	dans Le Mariage de Rosa (La boda de Rosa)
  - Milena Smit pour le rôle de Mila dans Cross the Line (No matarás)
  - Griselda Siciliani pour le rôle d'Ana dans Sentimental
- 2022 : María Cerezuela pour le rôle de María Jáuregui dans Les Repentis (Maixabel)
  - Almudena Amor pour le rôle de Liliana dans El buen patrón
  - Nicolle García pour le rôle de Libertad dans Libertad
  - Ángela Cervantes pour le rôle de Soraya dans Chavalas

- 2023 : Laura Galán pour le rôle de Sara dans Piggy (Cerdita)
  - Anna Otín pour le rôle de Dolors dans Nos soleils (Alcarràs)
  - Luna Pamies pour le rôle d'Ana dans El agua
  - Valèria Sorolla pour le rôle de Laura dans La consagración de la primavera
  - Zoe Stein pour le rôle de Diana dans Creaturas (Mantícora)

- 2024 : Janet Novás pour le rôle de María dans O corno, une histoire de femmes
  - Ye Xinyi pour Chinas
  - Ji Yeju pour Chinas
  - Clàudia Malagelada pour Creatura
  - Sara Becker pour La contadora de películas

- 2025 : Laura Weissmahr pour Salve Maria
  - Zoe Bonafonte pour El 47
  - Mariela Carabajal pour La estrella azul
  - Marina Guerola pour Los destellos
  - Lucía Veiga pour L'Affaire Nevenka (Soy Nevenka)